# FK Tsjernomorets Baltsjik
Tsjernomorets Baltsjik (Bulgaars: ФК Черноморец Балчик) is een Bulgaarse betaaldvoetbalclub uit de stad Baltsjik, opgericht in 1957.
In 2016 werd de club kampioen in de V Grupa, de derde klasse, maar koos ervoor om niet te promoveren en te blijven in de Treta Liga, de nieuwe naam voor de derde klasse. Nadat de club ook in 2017 kampioen werd promoveerde de club nu wel.